# Walther Tiemann
Bernhard Theodor Walther Tiemann (* 8. Mai 1868 in Bielefeld; † 21. September 1939 in Frankfurt am Main) war ein deutscher Verwaltungsjurist und Landrat im preußischen Kreis Ostrowo, Provinz Posen (1907–1918).

## Leben
Mit seiner erfolgreich abgeschlossenen Ausbildung als Jurist begann Tiemann als Gerichtsreferent am Amtsgericht in Halle (Westf.) und für die Staatsanwaltschaft Bielefeld. 1895 wirkte er als Regierungsreferent in Kassel und seit 1899 als Regierungsassessor und Hilfsarbeiter beim Landrat in Lehe. 1901 wechselte er an die Regierung Schaumburg-Lippe und 1903 als Dezernent zur Regierung Posen. Von 1906 bis 1918 amtierte Tiemann als Landrat in Ostrowo.
Nach seiner Absetzung 1918 durch den polnischen Volksrat war er im preußischen Landesgetreideamt tätig. Im Anschluss wechselte er in das Oberpräsidium in der Provinz Brandenburg, bis er 1921 als Oberregierungsrat zur Krongutverwaltung. 1925 wurde Tiemann Regierungsdirektor in Königsberg (Preußen).